# Albert Claude
Albert Claude (Longlier, Bèlgica, 24 d'agost de 1899 - Brussel·les, 22 de maig de 1983) fou un biòleg belga guardonat amb el Premi Nobel de Medicina o Fisiologia l'any 1974.

## Biografia
Va néixer el 24 d'agost de 1899 a la població de Longlier, situada al municipi de Neufchâteau i a la província de Luxemburg. Va estudiar medicina a la Universitat de Lieja. Entre 1928 i 1929 va treballar a Berlín així com a l'Institut Kaiser Guillem de Dahlem, esdevenint membre de l'Institut Rockefeller de Nova York l'any 1930. Des de 1949 dirigí el Laboratori Jules Bordet de la ciutat de Brussel·les, població on va morir el 22 de maig de 1983.

## Recerca científica
A partir de 1930, i gràcies a la seva estada a la Universitat Rockefeller de Nova York, va realitzar investigacions, mitjançant el microscopi electrònic, sobre la cèl·lula que van aprofundir en la comprensió científica de l'estructura i la funció cel·lular. També va desenvolupar un mètode per la centrifugació diferenciada que separa components cel·lulars basats en la seva densitat i que va esdevindre una eina bàsica en la histologia.
L'any 1974 fou guardonat amb el Premi Nobel de Medicina o Fisiologia, premi compartit amb George Emil Palade i Christian de Duve, per haver descrit l'estructura i funcions de l'interior de les cèl·lules.